# Jessica Origliasso
Jessica Louise Origliasso (* 25. prosince 1984 Brisbane) je australská Zpěvačka-skladatelka.
Její otec Joseph Origliasso je australsko-sicilského původu. Matka Colleen Origliasso byla australanka. Má staršího bratra Juliana a dvojče Lisu. Vyrůstala v Albany Creek, severozápadně od Brisbane, kde navštěvovala Ferny Grove State High School a později Wawell High School. Od roku 2005 je členkou skupiny The Veronicas.